# Relations entre les États-Unis et l'Ukraine
Les relations entre les États-Unis et l'Ukraine sont les relations internationales bilatérales entre les États-Unis d'Amérique et l'Ukraine.
L’Ukraine possède une ambassade située à Washington D.C. et son ambassadrice est Olha Stefanichyna. Les États-Unis en possèdent une à Kiev et son ambassadrice est Bridget A. Brink (en).

## Historique

### Début des relations bilatérales
Les États-Unis reconnaissent officiellement l'indépendance de l'Ukraine le 25 décembre 1991 et élèvent leur consulat dans la capitale, Kiev, au statut d'ambassade le 21 janvier 1992.
En 1994, les États-Unis s'engagent à soutenir l'indépendance, la souveraineté et l'intégrité territoriale de l'Ukraine dans les Mémorandums de Budapest, en échange d'un retour des armes nucléaires à la Russie.
En 2002, les relations entre les États-Unis et l'Ukraine se détériorent, car un des enregistrements rendus publics pendant le scandale des cassettes révèle un prétendu transfert d'un système de défense ukrainien sophistiqué vers l'Irak de Saddam Hussein.
Depuis 2009, les États-Unis soutiennent la candidature de l'Ukraine à l'adhésion à l'OTAN.

### Depuis l'invasion russe
Durant l'invasion de l'Ukraine par la Russie, les États-Unis sont l'un des premiers fournisseurs d'aide militaire à l'Ukraine.
Certains républicains (dont Donald Trump, Ron DeSantis, J. D. Vance et Madison Cawthorn) affirment que l'Ukraine n'a pas exprimé d'intérêt, mais que leurs plans doivent être limités[pas clair]. Certains républicains (dont Marjorie Taylor Greene et Vivek Ramaswamy) expriment leur intérêt pour la fin de l'aide américaine à l'Ukraine et pour de meilleures relations avec la Russie.
Lors de la campagne pour l'élection présidentielle américaine de 2024, l'ambassadrice ukrainienne Oksana Markarova est critiquée par le camp républicain pour avoir organisé la visite du président ukrainien Volodymyr Zelensky dans une usine de munitions en Pennsylvanie, visite lors de laquelle n'étaient présentes que des personnalités politiques démocrates.
Le 25 février 2025, l'Ukraine conclut un accord avec les États-Unis sur les ressources minérales. Toutefois, l'accord n'a pas été signé à la suite d'une rencontre entre Donald Trump et Volodymyr Zelensky le 28 février 2025 dans le Bureau ovale de la Maison-Blanche, à Washington, DC. La rencontre se termine abruptement après que Donald Trump et J. D. Vance ont critiqué Zelensky. L'accord est finalement signé le 30 avril 2025. 
Le 17 juillet 2025, Volodymyr Zelensky nomme Olha Stefanichyna ambassadrice d'Ukraine aux États-Unis. 